# Route nationale 680
Pour les articles homonymes, voir Route nationale 680 (homonymie).
La route nationale 680 ou RN 680 était une route nationale française reliant Brive-la-Gaillarde à Murat.
À la suite de la réforme de 1972, elle a été déclassée en RD 980 dans la Corrèze, à l'exception du tronçon Brive-la-Gaillarde - Saint-Chamant qui a été renommé RN 121 (mais la RN 121 a été déclassée en RD 921 dans les années 1990), en RD 680 dans le Cantal (mais le tronçon du Chaumeil à Murat a été renommé RD 3 dans les années 1990).

## Ancien tracé de Brive-la-Gaillarde à Murat

### Ancien tracé de Brive-la-Gaillarde à Chamant (D 921)
- Brive-la-Gaillarde
- Albignac
- Beynat
- Saint-Chamant

La RN 680 faisait tronc commun avec la RN 120 pour rejoindre Argentat.

### Ancien tracé d'Argentat à Murat (D 980, D 680 & D 3)
- Argentat D 980
- Saint-Privat
- Saint-Julien-aux-Bois
- Pleaux D 680
- Ally
- Salers
- Col de Néronne
- Pas de Peyrol
- Col d'Eylac
- Lavigerie
- Dienne
- Le Chaumeil, commune de Dienne D 3
- Col d'Entremont
- Murat

## Lieux visitables situés à proximité de la route
- Cirque du Falgoux